# Racisme a Espanya

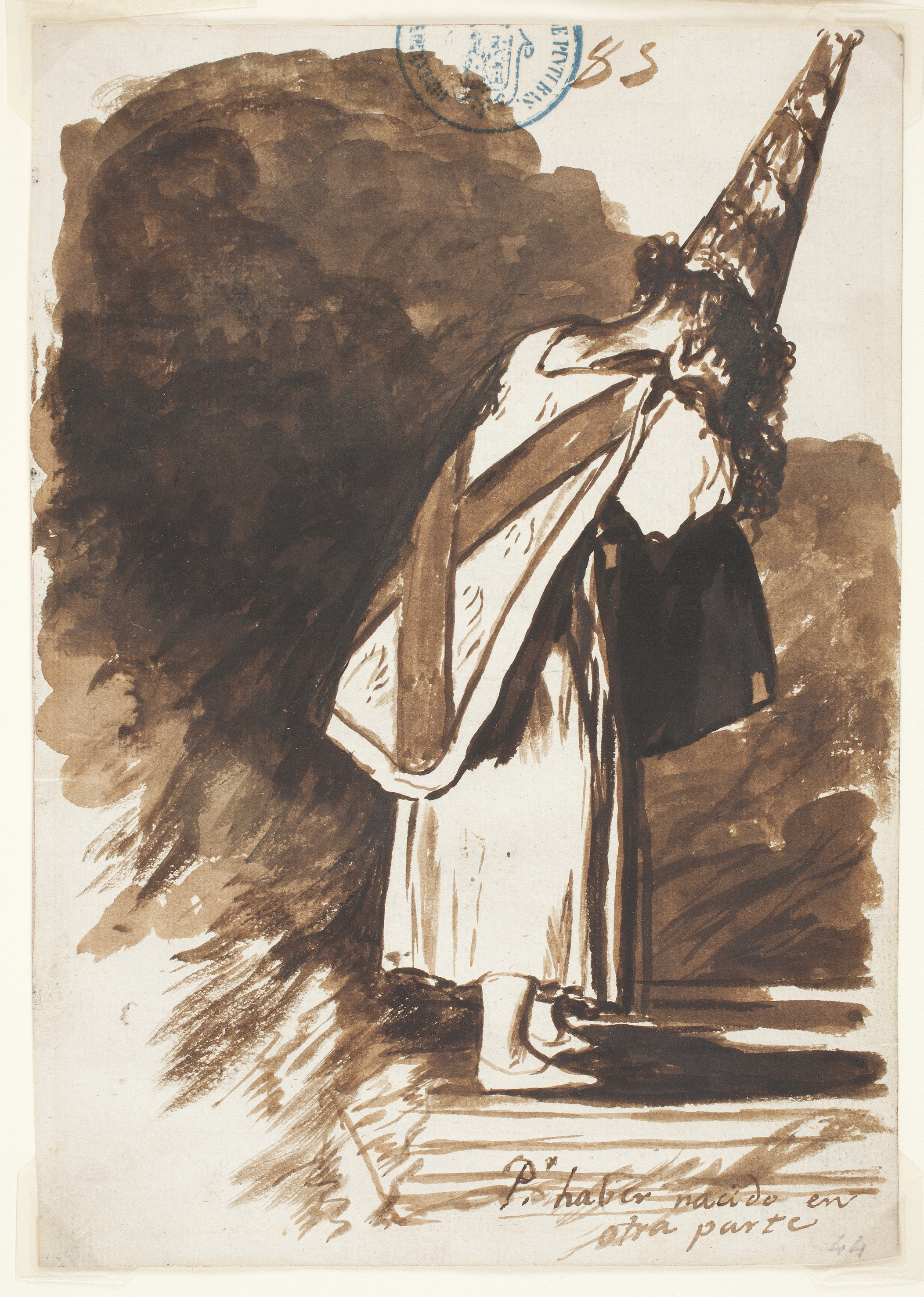
Por haber nacido en otra parte, quadre pintat per Francisco de Goya y Lucientes sobre el racisme.

El racisme a Espanya es pot trobar a diferents moments històrics, èpoques en què el conflicte social, econòmic i polític es justifica de manera eficient a través de la diferència racial, ja sigui en el sentit del racisme com a ideologia o com a simples actituds o comportaments envers aquells percebuts com a diferents. Més comuns que el racisme per se han estat les actituds vinculades al racisme com la xenofòbia o l'odi religiós.

## Predecents

### Puresa de sang
La Netedad de sang va ser el mecanisme de discriminació legal cap a les minories espanyoles converses sota sospita de practicar en secret les seves antigues religions —marrans en el cas dels antics jueus, i moriscos al dels antics musulmans— que es va establir a Espanya durant l'Antic Règim. Consistien a exigir (a l'aspirant a ingressar a les institucions que l'adoptaven) el requisit genealògic per provar descendència de cristià vell.

### Esclavatge d'africans
Durant la baixa edat mitjana i l'era moderna, molts africans van ser capturats o comprats i mantinguts com a esclaus. Els esclaus nascuts a l'Àfrica van ser anomenats bozales, i els seus descendents, amb millor coneixement de la llengua castellana se'ls anomenava ladinos negres (ladino era el terme emprat pels jueus a Castella).
Durant la colonització espanyola d'Amèrica, hi va haver una despoblació massiva d'amerindis a causa del genocidi indígena durant la conquesta, explotació i conversió, i per les malalties del Vell Món. Els esclaus africans van ser duts a les Índies com a treballadors, inicialment d'Espanya i més tard directament d'Àfrica. Avui els descendents dels esclaus africans formen un grup nombrós a les antigues colònies espanyoles.

### Sistema de castes colonial
El Sistema o societat de castes colonial és un concepte historiogràfic modern, segons el qual l'Imperi Espanyol, durant l'administració de les seves possessions d'Amèrica, hauria classificat les persones per races i creus ètniques per organitzar un sistema social estratificat.
D'acord amb aquest sistema, la societat americana sota la dominació espanyola es va organitzar com una piràmide jeràrquica que ubicava a la cúspide els espanyols (classificats al seu torn en «peninsulars» i «criolls»), i sota ells, la majoria de la població integrada per indis o naturals (pobles originaris), negres (portats com a esclaus d'Àfrica) i castes (descendents de relacions sexuals entre les tres grans branques ètniques anteriors). En Robert Cope ho relaciona amb el règim espanyol de «netedad de sang» i ho defineix com «un ordre jeràrquic de grups racials classificats segons la proporció de sang espanyol». Alguns autors consideren que existeix una continuïtat entre el sistema de castes colonial i els processos actuals de discriminació racial als països hispanoamericans.

### Els gitanos
L'arribada dels gitanos, anomenats egipcians, a la península ibèrica en el segle xv ja va ser acompanyada d'una legislació repressiva per forçar l'assimilació o l'expulsió, de la mateixa manera que en el cas dels jueus encara que amb algunes diferències.

Tractant d'aconseguir l'homogeneïtat cultural a Espanya, les autoritats van donar als gitanos un termini de dos mesos per a la seva integració. Això incloïa que havien d'habitar en un domicili fix, adoptar un ofici i abandonar la seva manera de vestir i costums, sota pena d'expulsió o esclavitud.
| « | «Manem als egipcians que van vagant pels nostres regnes i senyorius amb les seves dones i fills, que del dia que aquesta llei fos notificada i pregonada a la nostra cort, ia les viles, llocs i ciutats que són cap de partit fins a seixanta dies següents, cadascun d'ells visqui per oficis coneguts, que millor sabessin aprofitar-se, estant lligada a llocs on acordessin assentar o prendre habitatge de senyors a qui serveixin, i els donin ho hagués de menester i no caminen més junts vagant pels nostres regnes com ho facin, o dins d'uns altres seixanta dies primers següents, surtin dels nostres regnes i no tornin a ells de cap manera, so pena que si hi fossin trobats o presos sense oficis o sense senyors junts, passats aquests dies, que donin a cada un cent assots per la primera vegada, i els desterren perpètuament aquests regnes; i per la segona vegada, que els tallin les orelles, i estiguin seixanta dies a les cadenes, i els tornin a desterrar, com és dit, i per la tercera vegada, que siguin captius dels qui els prenguessin de tota la vida» | » |
| — Real Pragmática de 1499, fechada en Medina del Campo, Novísima Recopilación, Libro XII, título XVI . | |   |

El 1749, tingué lloc la Gran Batuda (Gran Redada) o Prisión General de los gitanos, durant el regnat del Ferran VI, i mitjançant un pla secret organitzat pel Marqués de la Ensenada, l'intent d'extermini dels gitanos espanyols.
«prendre tots els gitanos aveïnats i vagants en aquests regnes, sense excepció de sexe, estat ni edat, sense reservar cap refugi a què s'hagin acollit»
Van ser detinguts gairebé tots els gitanos espanyols, unes 9.000 (altres 3.000 ja estaven a la presó), els homes enviats als arsenals de la marina i les dones i els nens empresonats a fer treballs forçats. Durant aquests anys molts gitanos van morir per les condicions insalubres de les presons i la duresa dels treballs forçosos. Només serien indultats 16 anys després pel rei Carles III, i alguns no seran alliberats definitivament fins a 1783.

La posterior situació dels gitanos continua sent objecte d'una clara discriminació racial. Els efectes de la discriminació històrica i la persecució no acaben amb l'acte però continuen afectant negativament les persones perseguides com a gitanes en la seva vida econòmica, social i psicològica. En els seus viatges per Espanya en la dècada de 1830, el predicador protestant anglès George Borrow va estudiar la llengua i els costums de les comunitats gitanes, i referent a la seva situació legal, comparant-la amb la d'altres països, va fer la següent apreciació: 

«...potser no hi hagi un país on s'hagin fet més lleis amb la intenció de suprimir i extingir el nom, la raça i la manera de viure dels gitanos com a Espanya.»

### Antisemitisme
El nacionalisme espanyol beu de precedents antics, com ara els regnes visigots, o el regnat dels reis catòlics, i en tota aquesta història hi ha un antisemitisme que es transmet, fins al punt de incidir en la identitat espanyola, i que roman present amb més o menys força, com ara durant el primer terç del segle xx, la guerra civil, i la postguerra.

## L'arribada a Espanya del racisme científic
Tot i l'arribada del racisme cientìfic, cal considerar que el terme raça era emprat amb diferents accepcions, des d'assenyalar poblacions, nacions, i àdhuc literàriament vers professions. Hi ha nombrosos polítics, des de Prat de la Riba a Lerroux, que empren el terme raça per exemple per distingir els habitants d'una població.
Segons en Gonzalo Álvarez Chillida, la recepció a Espanya del racisme científic, entès com una doctrina que afirma la determinació biològica hereditària de les capacitats intel·lectuals i morals de l'individu, i la divisió dels grups humans en races, diferenciades per caràcters físics associats als intel·lectuals i morals, hereditaris i immutables' i 'afirma també la superioritat intel·lectual i moral d'unes races sobre unes altres, superioritat que es manté amb la puresa racial i s'arruïna amb el mestissatge, la qual cosa 'condueix a defensar el dret natural de les races superiors a imposar-se sobre les inferiors', va tindre dificultats per a arrelar a Espanya a causa de la concepció casticista de l'espanyol, definit en contraposició al moro i al jueu entesos no com a races sinó com a llinatges d'origen religiós. Diu:
En l'imaginari espanyol la contraposició jueu-cristià continuava predominant sobre la més moderna semita-ari. De fet es parlava molt més de la raça jueva que de la semita.
Tot i això Espanya no va quedar al marge de les noves idees racialistes que es desenvoluven a Europa. En 1838 comença a difondre's la frenología i cap a finals de segle es realitzen els primers estudis de craneometría, entre els quals destaquen Luis de Clots Sainz i Telesforo de Aranzadi, autors dUn avance a la antropología en España (1892) i de Unidades y constantes de la crania hispánica (1913), o Federico Olóriz, autor de Distribución geográfica del índice cefálico en España (1894).
Les idees eugenèsiques van trigar més a penetrar perquè no es van difondre fins als anys 20 del segle XX -les Primeres Jornades Eugenèsiques Espanyoles tingueren lloc el 1928-. Així, la creença en què l'herència influïa decisivament en les característiques físiques, psíquiques i morals dels individus es va imposar en tots els sectors socials i polítics.

### El racisme en el nacionalisme espanyol
Les noves idees racialistas -juntament amb les troballes arqueològiques i paleontològiques- van afectar el relat basat en la Bíblia sobre els orígens dels espanyols pel que el mite que descendien de Túbal i Tarsis, net i besnét de Noè respectivament, ja no es podia sostenir.
L'alternativa es va anar elaborant al llarg dels segles XIX i XX, i el resultat va ser que l'origen de la raça espanyola eren els celtibers, els trets dels quals havien romàs inalterables fins a l'actualitat, i que al seu torn eren el resultat de la fusió de dues races: una preindoeuropea, els ibers, l'origen dels quals se solia situar en el nord d'Àfrica; i una altra indoeuropea, els celtes vinguts del centre d'Europa.
Per un altre costat, cal indicar la creixent influència de les teories degeneracionistes generades principalment a França i el Regne Unit, segons la qual la degeneració racial era la causa del declivi de les nacions i imperis. La pèrdua colonial espanyola era un terreny femat per a aquestes teories.
Així, el degeneracionisme es suma al debat regeneracionista sobre l'espanyolitat arran del desastre de 1898 i del ressorgiment dels nacionalismes no castellans, tractats com a perifèrics: basc, català i gallec (Sabí Arana, Eduardo Pondal i el Adéu Espanya de Joan Maragall).
El plantejament de races inferiors i superiors, identificades amb nacions emergents i decadents, sura a l'ambient intel·lectual de l'època, ple d'al·lusions a la virilitat i el valor que acompanya al passat i desitjat gran Imperi. La commemoració del quart centenari del descobriment d'Amèrica (1892), havia inaugurat certa recuperació del orgull espanyol i del seu paper en el món, que culmina amb la proclamació del 12 d'octubre (data del desembarcament de Colón a San Salvador-Guanahaní) com a dia de la Raça, però la pèrdua dels últims vestigis de l'Imperi colonial espanyol en 1898 va qüestionar aquesta recuperació.
El racisme científic basat en el racialisme, l'exemple del qual més extrem seria el racisme nazi, no sembla que tingués arrelament en el nacionalisme espanyol, degut, segons Gonzalo Álvarez Chillida, al predomini de la concepció espiritualista de l'home i al fet que els conceptes de raça pura i de superioritat ària difícilment es podien defensar (llavors i avui), en un país com Espanya, tan evidentment aliè a tots dos.
Però aquest mateix historiador sosté que, «això no vol dir que un altre tipus d'idees racistes no estiguessin esteses», com va ser el cas de Ramiro de Maeztu i el seu llibre Defensa de la Hispanitat (1934), en el qual afirmava: «La raça, per a nosaltres, està constituïda per la parla i la fe, que són esperit, i no per les qualitats protoplásmicas».
De fet, hi ha treballs com Racisme i supremacisme polítics a l'Espanya contemporània que indiquen que existí per part del feixisme no només racisme, sinó que el franquisme aplicà polítiques racistes de tipus eugenèsic, per netejar la raça espanyola d'impureses que la feien degenerar. La principal diferència amb el racisme nazi es l'absència de polítiques racistes contra altres raçes, atesa l'absència de jueus, musulmans, negres, o altres ètnies a la península ibèrica, excepte la gitana.

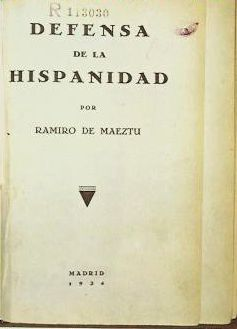
Primera edició de Defensa de la Hispanitat (1934) del Ramiro de Maeztu.

Pel que fa a en Maeztu, no creia en la igualtat de les races, com ho demostra el seu arrelat antisemitisme. Com per a la immensa majoria dels europeus de l'època, la blanca era la raça superior i en el seu llibre menyspreava als jueus i als àrabs, i a les munions d'Orient' i considerava ''races endarrerides' a les races no blanques que formaven la Hispanitat.

#### Racisme durant la guerra civil espanyola el i franquisme
La missió de la raça superior, no obstant això, no era segregar o oprimir a les races inferiors, sinó civilitzar-les i portar-les a la fe veritable. Un plantejament que era compartit per altres nacionalistes espanyols antilliberals com José María Pemán, qui després d'alertar de la decadència de la civilització blanca i cristiana envaïda per la Nigricia i el Asiatismo —el jazz era per a Pemán 'música bàrbara i salvatge' i posar-se bru a la platja aconseguir carns africanitzades—, parlava que, com va fer Espanya a Amèrica, calia buscar «altres races llunyanes i inferiors i consumar en elles... col·laborant amb el mateix Faedor de l'Univers, aquesta labor magna i única de blanquejar rostres i obrir els angles encefàlics, per a ficar en ells el pensament lluminós i civilitzador de la beneïda raça de Castella». Cal fer notar, atès que és important, que en Peman parla de la raça de Castella, que per al franquisme és el veritable nucli racial espanyol.

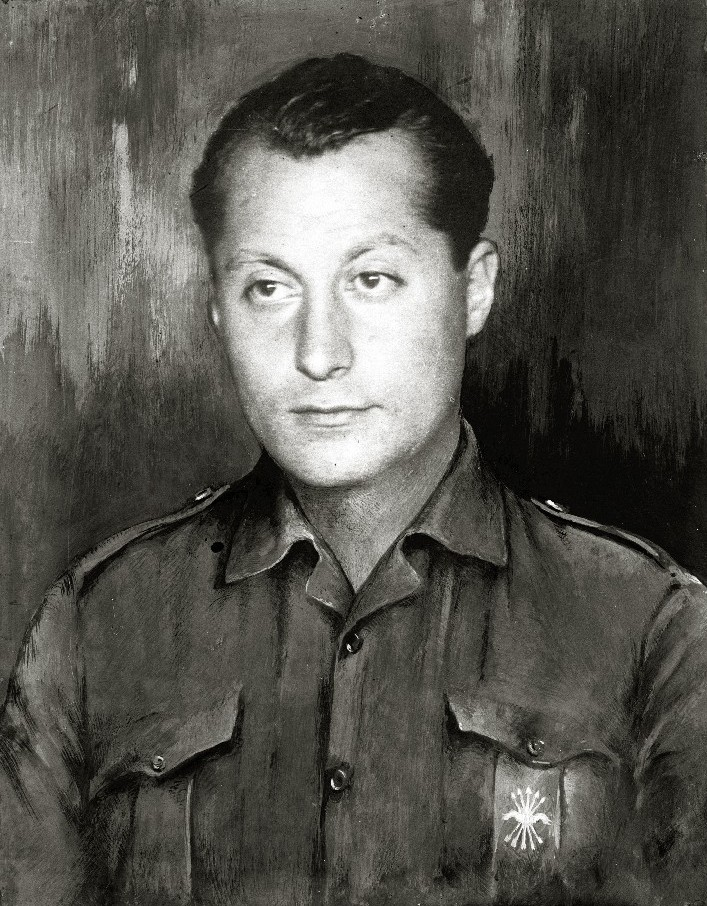
José Antonio Primo de Rivera, un dels dirigents de Falange i JONS

Aquesta apologia del mestissatge revestit d'universalisme cristià —Espanya «transfundi la seva sang i el seu esperit en les altres races inferiors, creant així el tipus de mestís, que és tot el contrari a la fundació d'una raça, perquè és l'obra d'un poble espiritual que no concebia més raça que aquella raça universal dels redimits en Crist», va escriure Pemán en una altra ocasió— va ser compartida pel feixista Ernesto Giménez Caballero quan afirmava que Espanya no era racista sinó raceadora.
Tot i que el racisme de les dretes espanyoles volia aparentar missioner i cristià (un dels components de l'anomenat nacionalcatolicisme, que Trevor-Roper equipara al feixisme clerical), hi ha una relació amb el racisme ari nazi. Hi ha diversos teòrics, sovint psiquiatres eugenistes que plantejaren un racisme paral·lel al nacionalsocialista, si bé amb algunes particularitats locals. També es pot esmentar aportacions historicistes com la de José Antonio Primo de Rivera i el seu assaig Germànics contra berbers.
Entre els científics racistes més destacats pot parlar del Cap dels Serveis Psiquiàtrics Militars Antonio Vallejo-Nájera, amb la seva proposta de higiene racial per a formar una aristocràcia eugenèsica de la raça espanyola, definida amb índexs biopsíquics pel seu esperit cristià, els punts cardinals del qual són: «Estimular la procreació dels superdotats física i psíquicament; afavorir el desenvolupament integral del nen i del jove; i crear un medi ambient favorable per a la raça selecta». Així, no és partidari de l'educació dels fills dels obrers, amb alguna excepció, perquè el seu genotip conté incrustades tendències difícilment eliminables en la primera generació, i desaconsella que tinguin descendència els tipus biopsíquics indesitjables: criminals nats, psicòpates, amorals, perdularis, anormals sexuals, prostitutes congènites, etc. Amb la higiene racial s'aconseguiria formar «una supercasta hispànica, ètnicament millorada, robusta moralment, vigorosa en el seu esperit [cristià]». En Gonzalo Álvarez Chillida diu que «Vallejo admira sens dubte els objectius del racisme nazi, però els busca dins dels límits del catolicisme». Ara bé, atesa la contradicció entre l'eliminació d'individus i l'ètica cristiana, en Vallejo-Nájera observà que el conflicte bèl·lic, en aquest cas la guerra civil, era el marc adient de depuració racial.
Altres racistes aris i antisemites van ser el catedràtic de medicina Misael Bañuelos, que va publicar en 1941 Antropologia actual dels espanyols, o l'escriptor monàrquic Rafael López d'Haro amb la seva novel·la Adán, Eva y yo publicada en 1939, entre d'altres.
En Misael Bañuelos també va recórrer a les doctrines racistes per a justificar la superioritat dels castellans, columna vertebral d'Espanya, sobre la resta dels pobles peninsulars. Així va afirmar que al nord de Castella, d'on ell procedia, no hi havia hagut mescla racial amb preasiáticos com a fenicis i jueus com havia succeït a les regions separatistes (el regionalisme era anomenat separatisme). Precisament per a Bañuelos la decadència d'Espanya s'havia produït quan els nòrdics havien estat desplaçats pels de raça inferior. Una idea que va ser compartida per altres nacionalistes espanyols de dretes durant la Segona República, inclòs el líder de Falange Espanyola José Antonio Primo de Rivera, que explicaven el caràcter revolucionari de certes regions per ser germans de raça dels berbers del Nord d'Àfrica o per tenir sang mora, la qual cosa els feia oposar-se a la Espanya germànica, a la noblesa gòtica, pertanyent a la raça ària. Aquesta visió era compartida per Vallejo-Nájera que també va interpretar la guerra civil en clau racial: «Avui com durant laReconquesta, lluitem els hispà-romà-gots contra els judeo-moriscos. El tronc racial pur contra l'espuri […] El tronc racial marxista espanyol és judeo-morisc, mescla de sang que li distingeix psicològicament del marxista estranger, semita pur».

En qualsevol cas va haver-hi una inquietant literatura sobre eugenèsia que durà força anys, inclòs el període de la guerra civil. Era un tema que, d'altra banda, tampoc estava absent de la reflexió intel·lectual a l'Europa Nòrdica i els Estats Units) en la qual va destacar també el psiquiatre militar Vallejo-Nájera. Es pot esmentar, entre moltes altres una frase del treball La locura de la guerra. Psicopatología de la guerra española:

«Si militen al marxisme de preferència psicòpates antisocials, com és la nostra idea, la segregació total d'aquests subjectes des de la infància, podria alliberar la societat de plaga tan terrible.»
Es pot pensar que aquestes teoritzacions no anaren enlloc però podem trobar declaracions com les del Gonzalo de Aguilera, portaveu de la facció rebel, recollides pel Paul Preston:
Entrevista del capità Aguilera amb l'escriptor i soldat anglès Peter Kemp:
El gran error que han comès els franquistes en començar la Guerra Civil Espanyola ha estat no afusellar d'entrada tots els netejabotes. Un individu que s'agenolla al cafè o al mig del carrer a netejar-te les sabates està predestinat a ser comunista. Aleshores ¿per què no matar-lo d'una vegada i alliberar-se d'aquesta amenaça?
Declaracions al periodista nord-americà John T. Whitaker:
Hem de matar, matar; sap vostè? Són com animals, sap?, i no cal esperar que es lliuren del virus del bolxevisme. Al cap i a la fi, rates i polls són els portadors de la pesta. Ara espero que comprengui vostè què és el que entenem per regeneració d'Espanya... El nostre programa consisteix... a exterminar un terç de la població masculina d'Espanya, amb això es netejaria el país i ens desfaríem del proletariat, a més també és convenient des del punt de vista econòmic. No tornarà a haver atur a Espanya, ...se n'adona?.
I també poden trobar unes declaracions del mateix Francisco Franco, recollides al Diario Palentino, referides principalment al País Basc i Catalunya:
...Vamos a salvar a la Patria que se hundía en el mar de la disociación y de la degeneración racial...
La depuració racial d'individus degenerats lligada al conflicte ideològic donaria lloc a accions repressives de gran brutalitat durant la guerra, i una biopolítica després d'aquesta. La interpretació biopolítica es veu reafermada per la segona carta dels Bisbes espanyols, escrita quatre mesos després de la Carta col·lectiva dels bisbes espanyols als bisbes del món sencer amb motiu de la guerra a Espanya, on es fa referència explícita a una política d'extermini, no de repressió o eliminació.
Així mateix, coincidint amb la Segona Guerra Mundial, el règim franquista va recórrer a la retòrica antisemita en sintonia amb els aliats alemanys i que buscava precedents en l'espanyolitat entesa com a raça identificada amb el cristià vell i la neteja de sang del passat inquisitorial. A partir de la victòria aliada, i de l'impacte de les evidències de l'Holocaust, es va desprestigiar de tal manera el racisme que a mitjan segle XX pocs s'atrevien a defensar-lo. La posició oficial a Espanya era definir a l'espanyol com el menys racista de tots els pobles colonitzadors, prenent al mestissatge com a prova; fins i tot s'enaltia l'aportació cultural dels gitanos, prenent a individualitats artístiques del món del flamenc i de la tauromàquia (rols similars als dels negres als Estats Units); i es presumia de la pretesa protecció donada als jueus durant la persecució nazi (com la que va proporcionar el diplomàtic Ángel Sanz-Briz en la legació de Budapest, en contra de les instruccions oficials).
Posteriorment, durant el franquisme, el CSIC va patrocinar treballs pseudocientíficos que pretenien justificar l'actuació colonial d'Espanya a Àfrica sota criteris de superioritat racial sobre els negres.

#### Anticatalanisme
Cal esmentar que la resistència en la catalanitat originava en el costat espanyol una reacció catalanofòbica, i una de les expressions era la racista. Per exemple, l'acusació de ser un poble semític o jueus directament per part de plomes tan rellevants com en Pio Baroja o Blasco Ibàñez, en resposta a la creació de Solidaritat Catalana, el 1906. Aquest tipus d'acusació ètnica contra la minoria nacional catalana arribà a màxims durant la dictadura franquista, en que el catalanisme arribà a veure's com un defecte racial, atesa una identificació per part del nacionalisme espanyol de la franja de població catalanoparlant (Catalunya, País Valencià i Les Illes) amb els jueus, bé de forma alegòrica, bé de forma real en tant que posseïdors de rastres semítics que degeneraven la raça espanyola, segons en Vallejo-Nájera i altres científics del moment. Aquesta degeneració racial respecte al tronc espanyol (castellà segons el paràmetres de l'estat nació en construcció), causava que fossin propensos a contraure el comunisme i el separatisme.
Iniciada la guerra civil, el racisme anticatalà cristal·litza, per exemple, en declaracions com les del Queipo de Llano a l’article subtitulat «Contra Cataluña, la Israel del món modern», publicat al Diario Palentino el 26 de novembre de 1936, on deixa caure que a Amèrica consideren els catalans com «una raça d'hebreus, perquè es valen dels mateixos procediments que realitzen els hebreus en totes les nacions del Globus». Y considerant als catalans com a hebreus i tenint en compte el seu antisemitisme «La nostra lluita no és una guerra civil, sinó una guerra per la civilització occidental contra el món jueu», no es fa estrany que aquest mateix militar expressés clarament les seves intencions anticatalanes: «Quan la guerra hagi acabat, Pompeu Fabra i les seves obres seran arrossegats per les Rambles»
Tot i que sembla un tema antic, de principis del segle xx, un càntic falangista de la guerra civil va tornar a surar el 2012, durant la final de la Copa del rei: Catalán, judío y renegado, pagarás los daños que has causado. Arriba escuadras, a vencer, que en España empieza a amanecer, indicant que persiteix u rerefons de conflicte ètnic.

##### Lerrouxisme
A principis del segle xx, a Europa hi ha una confluència de diverses ideologies (nacionalisme ètnic, darwinisme social, racisme, etc.) que aniria donant forma a un nou nacionalisme de caràcter radical. En aquest substrat ideològic previ es poden trobar les principals característiques de la futura ideologia nacionalsocialista, tot i que no apareixeria com a tal fins als anys 20 del segle xx. Aquest substrat també arribà a Espanya de mà de diversos intel·lectuals, com ara en Maeztu, amb qui en Lerroux coincidí a la redacció de El País.
Entre les característiques del nou nacionalisme a l'Alemanya, es postulava que entre les característiques racials, la raça ària considerava el treball com la base del manteniment de la comunitat, mentre que la raça jueva el considerava el mitjà per a l’explotació d'altres pobles. Pel seu costat, el discurs lerrouxista sobre la explotació burgesa/catalana vs. els espanyols es superposa amb aquest plantejament, refermant afirmacions anteriors sobre la influència semítica dins l'ètnia catalana, i fixant un marc ideològic. Alhora, de forma creixent, el nacionalsocialisme alemany i les seves tesis racials esdevingueren un referent ideològic molt important del nacionalisme espanyol conservador.

#### Lingüicisme
El lingüicisme és considerar que l'educació en una llengua és intrínsecament pitjor que en una altra, i per lingüistes com en Juan Carlos Moreno Cabrera és una expressió de racisme. Hi apel·la l'espanyolisme lingüístic basant-se en un presumpte fracàs escolar i fractura social a Catalunya, amb el rerefons d'un suposat risc que la recuperació de les llengües minoritzades impliqui la pèrdua de coneixement del castellà o de llengües en general.

### El racisme en el nacionalisme basc

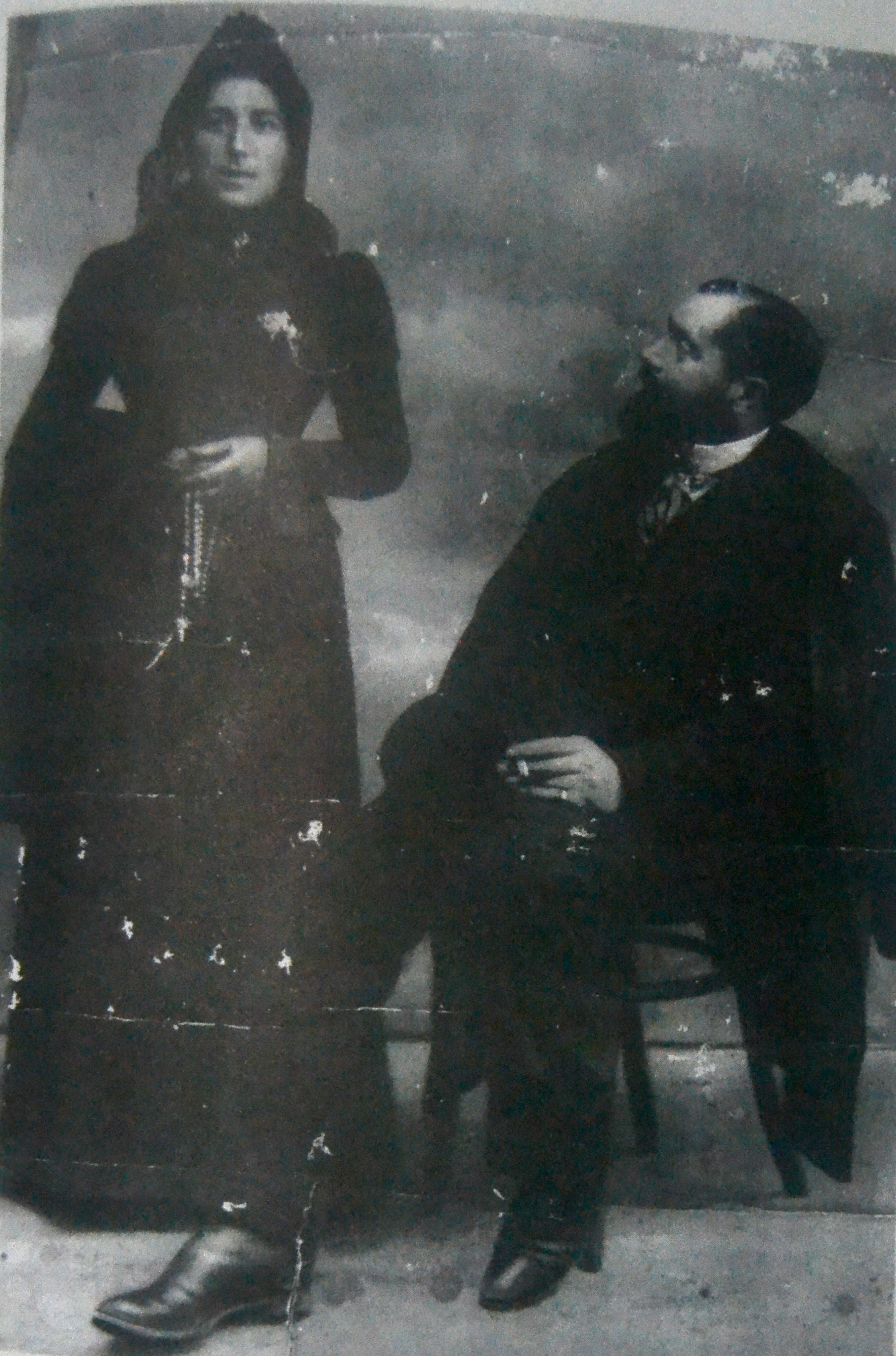
Sabino Arana i la seva esposa Nicolasa Achicallende, una jove «de costums purs» i «piadosa i casta» amb qui es va casar en 1900, després d'assegurar-se que el seu primer cognom era basc. «Tots els bascos descendim de vilatans, de caserius» pel que «el meu casament seria exemple en comptes de minva», va escriure l'Arana, davant les crítiques que havia rebut dels seus correligionaris de Bilbao per haver-se casat amb una vilatana. De viatge de nuvis van ser a Lorda, per a posar-se als peus de la Verge.

La idea de la puresa de la raça basca, un terme que ja va emprar el jesuïta Manuel Larramendi en el segle xviii, va tenir el seu origen en el mite foralista que els bascos descendien directament i sense cap mescla del primer poblador de la península, Tubal, net de Noè, qui hauria portat les lleis forals, el basc, el monoteisme i la noblesa originària. Així el tubalisme basc servia per a defensar la hidalguía universal dels biscains establerta en els seus furs, que prohibien la presència de cristians nous a causa del seu origen moro o jueu. Per tot plegat a l'Espanya casticista ser biscaí era sinònim de neteja de sang i de cristià vell.
El segle xix el vascofrancés Augustin Chaho va substituir el tubalismo pel mite ari en fer descendir als bascos d'un patriarca indo-persa Aitor, emparentant així el basc amb el sànscrit -encara que el tubalisme seria recuperat a darrers de segle per Sabí Arana-. El mite de la puresa de la raça basca aconseguirà gran difusió gràcies a Amaya o els bascos en el segle VIII, una obra antisemita de Francisco Navarro Villoslada publicada com folletón entre 1877 i 1879.
El racisme furista basc culmina amb Sabíno Arana, fundador del nacionalisme basc i hereu de la dèria casticista espanyola de la neteja de sang, que és el que per a ell significa la puresa racial basca: que entre els ascendents dels bascos no hi ha cap moro, ni cap jueu —del qual diu no té més ideal que el vil i mesquí de les riqueses—, el contrari del que ocorre amb la contaminada raça espanyola, que per això s'ha convertit en una raça impia. «Les races àrab i hebrea ja s'havien barrejat amb la raça espanyola... inoculant-li el virus anticristià», escriu, en el que seria un plantejament que anys després empraria en nacionalisme espanyol. Es postula que per això Arana defensa l'independentisme, perquè és l'única forma que els bascos puguin aconseguir la salvació en aconseguir-se així la separació completa i total de la raça espanyola -el crit d'independència, NOMÉS PER DÉU HA SONAT, afirma Arana-, igual que es va fer a Espanya en els segles XVI al XVIII per mitjà dels estatuts de neteja de sang -separar als cristians vells dels cristians nous d'origen jueu o moro-. Aquest és el fonament del racisme separatista visceralment antiespanyol —com l'anomena l'historiador Gonzalo Álvarez Chillida— d'en Sabino Arana, que veu en perill la salvació dels bascos a causa de la invasió maketa —els obrers espanyols que emigren a Biscaia a treballar en les seves indústries i en les seves mines— perquè el contacte amb el maketo —irreligiós i immoral, pestífera influència, els fruits de la qual són criminalitat, irreligiositat, immoralitat, indigència, malalties— extravia al basc i el porta a la impietat i al pecat. Per a Arana l'objectiu del maketo és extingir la nostra raça, en el sentit que aspira a la nostra mort, el mateix que pretenen fer els jueus. Per això demana als bascos que mentre no s'aconsegueixi la independència aïllin als maketos en tots els ordres de les relacions socials i quan s'aconsegueixi que siguin expulsats.

### El racisme en el nacionalisme gallec

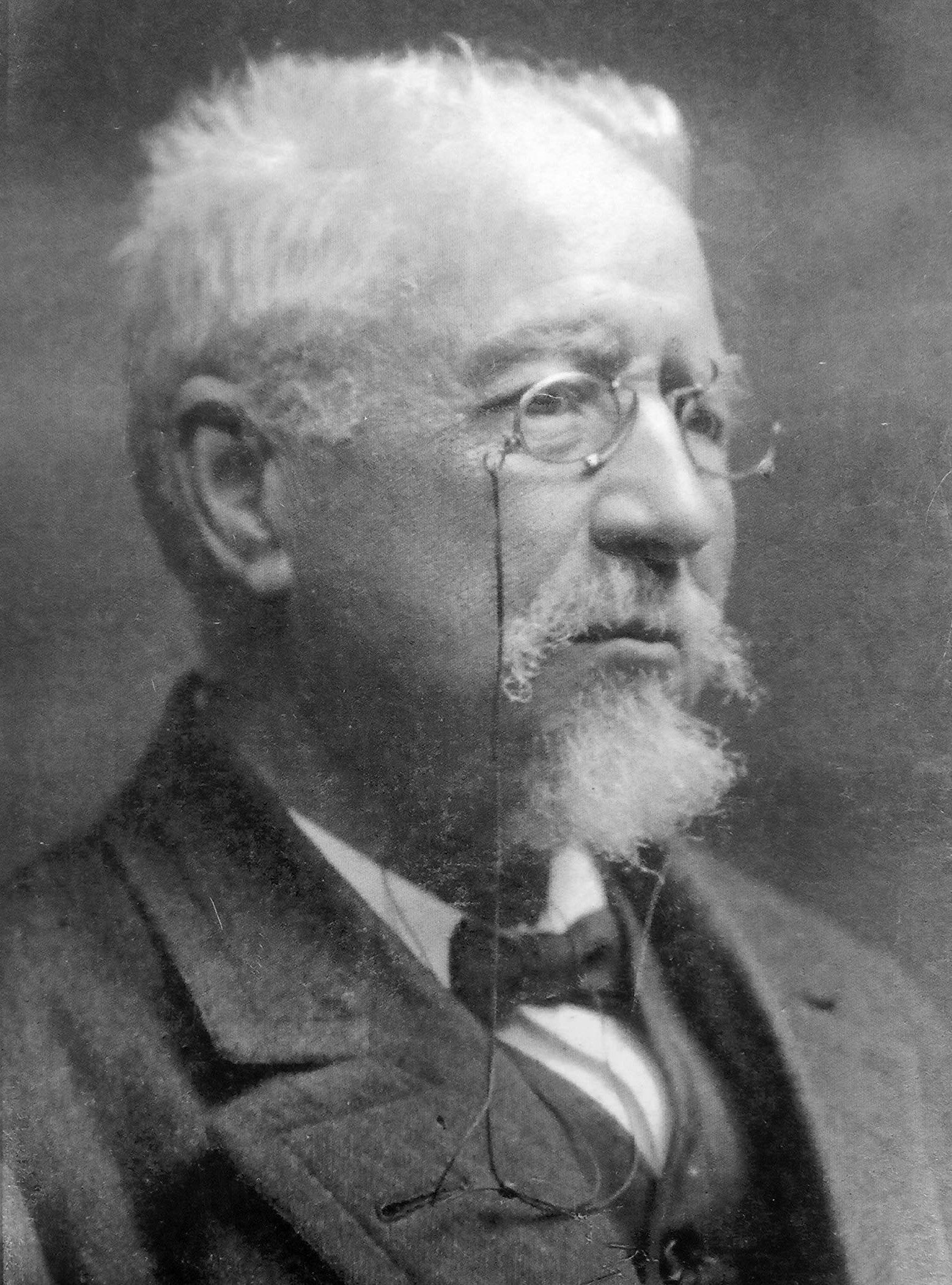
Manuel Murguía.

Manuel Murguía va recórrer al racisme ari per a definir la nacionalitat gallega en vincular-la al celtisme. Així Murguía, com Gener per a la raça catalana, contraposa el gallec ari —el celta és el nostre únic, el nostre veritable avantpassat, afirma— enfront del espanyol semítico-africà, encara que en ell no existeix l'obsessió d'Arana per la puresa i la segregació racials. Més radicalment racista —i gradualment també antisemita— va ser Vicente Risco que encapçalarà l'ala dreta del galleguismo en el primer terç del segle xx. El 1920 publica Teoria do Nacionalismo Galego, la bíblia o evangelio del galleguismo segons el periòdic A Nosa Terra, en el qual «interpreta la història d'Europa com la lluita permanent i cíclica entre el Mediterrani racionalista, classicista i decadent, i la civilització atlàntica, representada per les set nacions cèltiques, que encarnen l'irracionalisme i el dinamisme vitalista, amb una gran missió que complir en el món». El seu racisme i antisemitisme s'accentuen en els anys 30 posant com a model la defensa del catolicisme i de la puresa racial dels bascos i arribant a fer costat al nazisme que justifica com una reacció vital de la nació alemanya enfront de marxistes, capitalistes i jueus -«el jueu és la gran força esquinçadora, el fermento de la dissolució social», afirma-. Després de l'alçament militar de 1936 abandona la seva militància galleguista i fa costat al bàndol revoltat en la Guerra Civil Espanyola, justificant-la com una croada religiosa. En 1944 publica la Història dels jueus en el qual desenvolupa les seves tesis antisemites.

### El racisme en el nacionalisme català

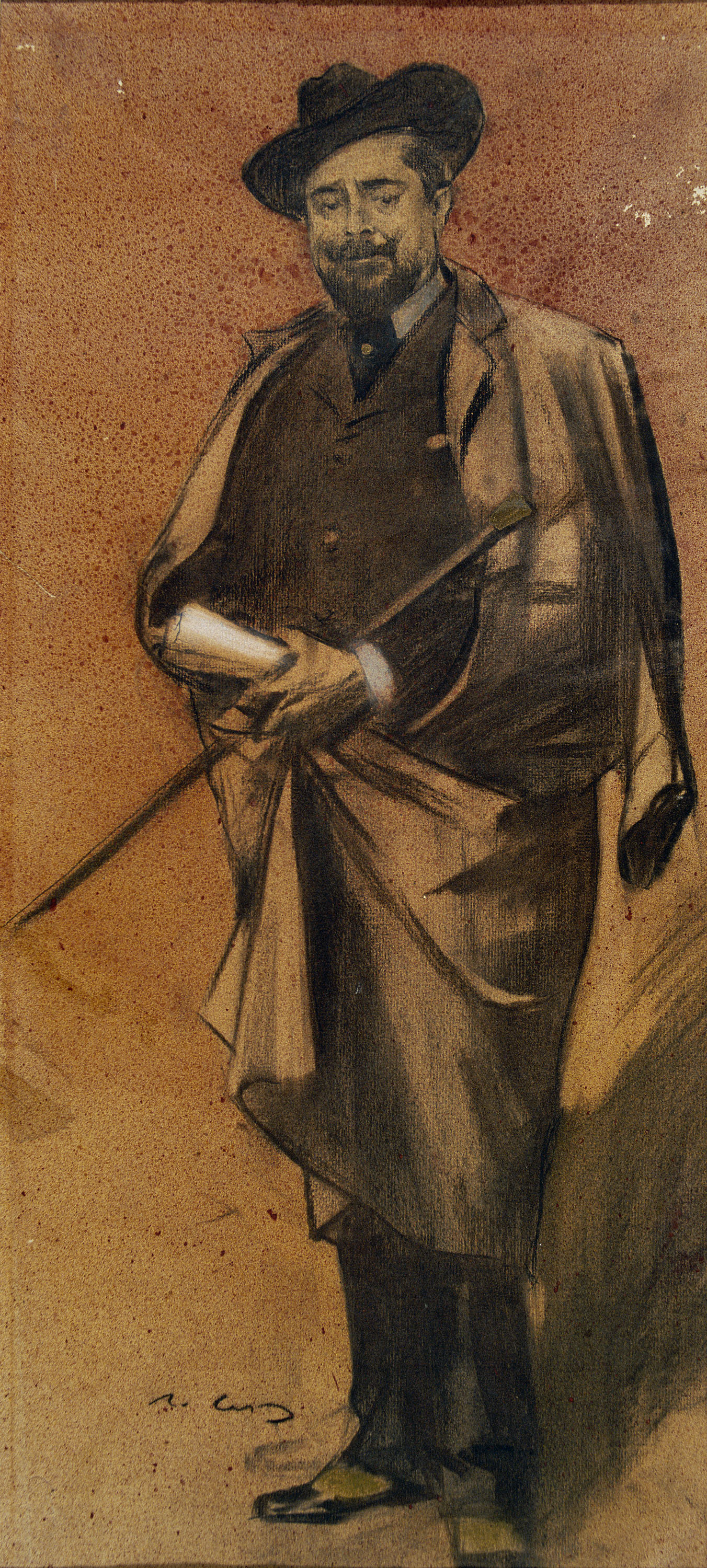
Retrat de Pompeu Gener Peius per Ramon Casas (MNAC).

Situats al s. XIX i les teories racialistes que hi apareixien, en Gonzalo Álvarez Chillida diu que «encara que el catalanisme sigui molt més plural i modern que el aranismo, molts catalanistes van acudir al racisme per a justificar la dicotomia català-castellà/espanyol», i que el «racisme catalanista, no va tenir la centralitat que presenta en el pensament d'Arana» ni estava obsessionat amb la idea de la puresa racial. Altrament, els racialistes catalans no van recórrer a la dicotomia ari-semita, sinó al vell casticisme per a diferenciar un nord peninsular lliure de moros i jueus i un centre i un sud profundament semititzat. Un dels pocs que van utilitzar l'oposició ari-semita per a diferenciar al català del espanyol va ser Pompeu Gener que va publicar en 1887 Heregias, en el qual contraposava un nord peninsular ari (llatins, cèltics i gots), del qual formen part els catalans, enfront d'un centre i un sud semita.
En 1891 Joaquim Casas-Carbó assegurava en un article que els catalans provenien dels celtes, tesis que seria recollida, juntament amb la de Gener, per l'alcalde de Barcelona, el doctor Bartomeu Robert, en la conferència que va pronunciar en l'Ateneu de Barcelona en 1899 amb el títol La raça catalana- Una idea similar era la que havia sostingut el mateix Enric Prat de la Riba, el líder del nacionalisme català conservador, un any abans a París quan va afirmar que els pobles català i castellà o espanyol són l'antítesi l'u de l'altre per la raça, el temperament i el caràcter ja que més enllà de l'Ebre predominava el caràcter semític i la sang àrab i africana. A més durant aquests anys del canvi de segle van ser freqüents els articles que contraposaven el caràcter ari i europeu dels catalans enfront del caràcter semita i africà dels espanyols, incloent a vegades al·lusions racistes cap als immigrants d'altres regions. Val a dir que també existien les acusacions en sentit contrari.
El cas més clar de racisme científic catalanista va ser el de Pere Màrtir Rossell i Vilar que va publicar en 1917 Diferències entre catalans i castellans i en 1930 La Raça. Un altre exponent del racisme catalanista va ser l'economista, demògraf i estadístic Josep Anton Vandellós que en 1932 va fer públic un manifest, secundat per destacats membres de l'Institut d'Estudis Catalans, en el qual s'oposava a la mescla dels catalans de soca-rel amb els immigrants pobres arribats de la resta d'Espanya. Tesi que va reprendre en dos llibres publicats en 1935: La inmigració a Catalunya i Catalunya, poble decadent.
No obstant això, i malgrat l'existència de racistes, mai va arribar a formar-se un moviment racista a Catalunya.

## Racisme alseglexxi
Si bé no adopta les formes agressives del s. XX, continua havent situacions que evoquen el racisme, per exemple en el refús social als MENA, o de forma més clara el rerefons del rebuig a la immigració dels grups polítics d'ultradreta. També es pot constatar en el tracte donat per les democràcies europees als refugiats de la guerra d'Ucrania respecte al refús dels refugiats d'altres guerres, com la Guerra civil siriana.